# Gullfaxi
Vous lisez un « bon article » labellisé en 2010.
Cette page contient des caractères spéciaux ou non latins. S’ils s’affichent mal (▯, ?, etc.), consultez la page d’aide Unicode.
Gullfaxi est, selon le Skáldskaparmál de la mythologie nordique, un cheval très rapide à la crinière d'or ou dorée, propriété originelle de Hrungnir le jötunn. Ce dernier croise le dieu Odin dans le monde de Jötunheimr. À la suite d'un court dialogue avec le dieu, il affirme que Gullfaxi serait plus rapide que Sleipnir, la monture à huit jambes d'Odin. Défiant le dieu de l'emporter à la course, Hrungnir enfourche Gullfaxi, et chevauche aussi vite que possible derrière Odin et Sleipnir. Dans sa fureur, il se laisse emporter jusqu'aux portes de la forteresse d'Ásgard, où Odin l'invite à boire. Après d'autres altercations avec les dieux, Hrungnir est tué par Thor, qui confie le cheval Gullfaxi à son fils Magni en récompense de son aide après sa lutte contre le géant, provoquant la déception de son père, Odin.
Gullfaxi est, à l'instar d'autres chevaux fabuleux de la mythologie nordique, une monture à la symbolique chamanique, puisque capable de galoper dans le ciel, sur la terre et sur la mer, mais aussi de voyager entre deux mondes, celui de Jötunheimr et celui d'Ásgard. On le retrouve dans la culture populaire.

## Étymologie
Le nom Gullfaxi signifie « crinière d'or » ou « crinière dorée » en vieux norrois. Les noms de chevaux se terminant par faxi (« crinière ») sont assez courants dans la mythologie nordique. John Lindow remarque que « Gullfaxi » est un nom étrange pour un cheval appartenant à un jötunn, puisque l'or (gull en vieux norrois) est habituellement un attribut des dieux, comme Gulltoppr le cheval de Heimdall, le sanglier Gullinbursti appartenant à Freyr, ou encore le surnom Gullintanni attribué à Heimdall.

## Mentions mythologiques

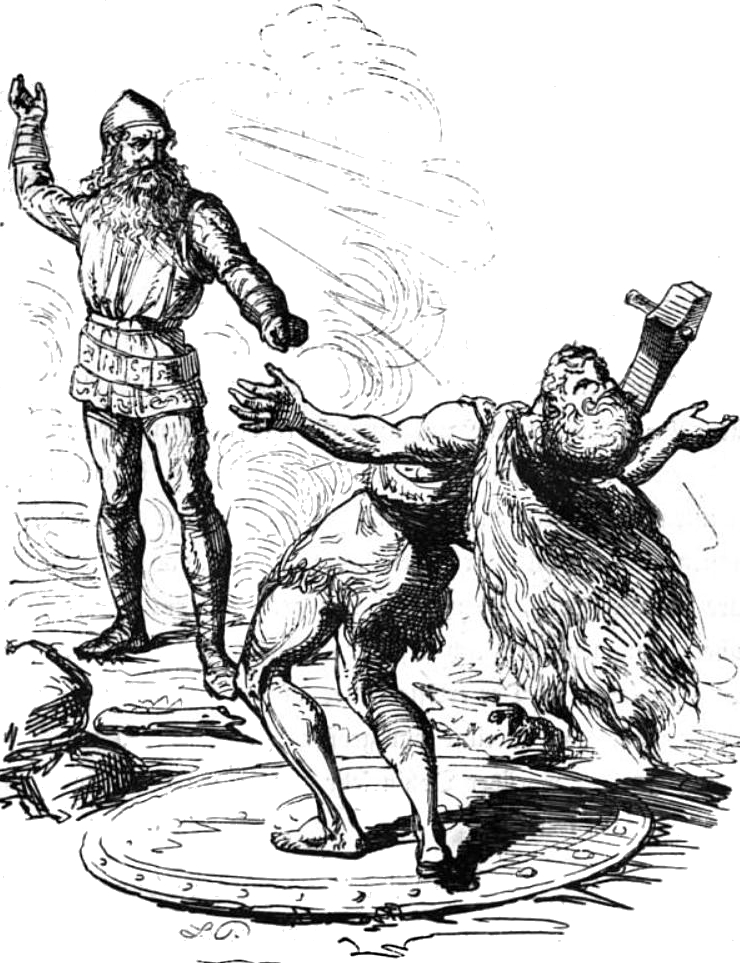
Thor tuant Hrungnir, le propriétaire originel de Gullfaxi.

La rencontre entre Thor et Hrungnir, premier propriétaire de Gullfaxi, semble avoir été un sujet populaire pour les scaldes qui y firent régulièrement allusion, cependant, la seule trace écrite complète de cet épisode se trouve dans l'Edda de Snorri.
Selon le Skáldskaparmál (17), Odin chevauche Sleipnir à travers le monde de Jötunheimr quand il parvient chez Hrungnir le jötunn. En voyant le dieu, Hrungnir se demande « quel genre de personne il peut être » pour porter un casque d'or, « chevaucher le ciel et l'eau » et il dit à cet étranger qu'il a un « merveilleux cheval ». Odin apprécie le compliment et parie sa tête qu'aucun cheval aussi bon ne pourrait être trouvé dans tout Jötunheimr. Hrungnir admet alors que c'est certes un beau cheval, mais affirme aussi qu'il est propriétaire d'un animal beaucoup plus rapide, nommé Gullfaxi. Révolté, le géant enfourche alors Gullfaxi et défie Odin à la course. Odin fait galoper Sleipnir sur ses huit jambes aussi vite que possible devant Hrungnir, celui-ci le poursuit avec la fureur propre aux géants mais ne parvient pas à le rattraper, et ne se rend pas compte qu'il quitte son propre monde. Il se trouve ainsi précipité avec sa monture Gullfaxi jusqu'aux portes de la forteresse d'Ásgard, où Odin l'invite à boire et lui fait rencontrer les Ases alors que Thor est absent. Ce faisant, le géant commence à s'enivrer et à insulter les dieux, disant qu'il pourrait aisément porter la valholl jusqu'à envoyer Ásgard dans la mer, et occire tous les dieux sauf Freyja et Sif qu'il enlèverait et garderait pour lui. Les dieux appellent Thor à la rescousse. Celui-ci défie le géant, mais Hrungnir n'est pas armé et réclame le droit d'aller chercher ses armes et de prendre part à un duel équitable, ce qu'il fait (probablement en chevauchant Gullfaxi mais le texte ne le précise pas).
Le combat entre Hrungnir et Thor est violent. Le dieu parvient finalement à tuer le géant. Cependant, il reçoit un éclat de pierre à aiguiser dans le crâne, et s'écroule au sol. Les Ases constatent que Thor est coincé sous une jambe du géant, ils tentent de le dégager mais sans succès. Seul son fils Magni (alors âgé de trois jours, ou trois ans selon Snorri Sturluson) parvient à le dégager, en disant que s'il avait affronté le géant lui-même, un coup de poing lui aurait suffi pour le terrasser,.
L'animal initialement détenu par Hrungnir est donné à Magni par Thor comme récompense pour l'avoir aidé après sa lutte contre le géant, cependant Odin est déçu car il voulait apparemment ce cheval :

« Et je vais te donner, dit-il, la “crinière d'or”, que possédait Hrungnir.
Puis Odin parla et me dit que Thor avait fait une erreur en donnant le bon cheval au fils d'une géante, et non à son père. »

— Skáldskaparmál(17),.
Les Þulur, qui sont une forme d'énumération mnémotechnique dans l'Edda en prose de Snorri Sturluson, livrent un très grand nombre de noms de chevaux et, parmi ceux-ci, celui de Gullfaxi.

## Symbolique et attributs

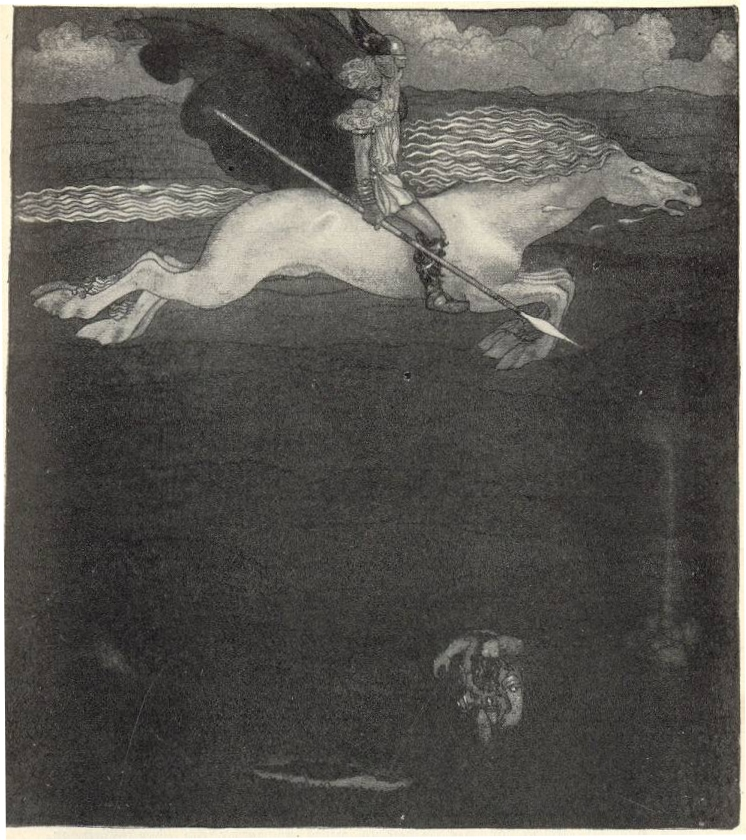
Tout comme Gullfaxi, Sleipnir possède le pouvoir de se déplacer dans l'air et au-dessus de la mer.

Dans les mythes et les légendes, les chevaux sont souvent les compagnons de dieux et de personnages héroïques, leurs attributs et leur symbolique étant très variables. Les anciens peuples scandinaves formaient une civilisation à la fois cavalière et mystique, c'est donc tout naturellement qu'ils ont attribué de nombreux pouvoirs au cheval, animal d'une extrême importance dans leur culture.

### Attributs et pouvoirs de Gullfaxi
Gullfaxi est une monture de géant qui possède, tout comme Sleipnir, le pouvoir de voler par-dessus les mers, de se déplacer avec vitesse et habileté à travers l'atmosphère, et qui, d'après sa légende, semble aussi rapide sur terre et dans les airs que sur l'eau, allant presque jusqu'à égaler Sleipnir en vitesse et en endurance. On peut supposer qu'il demeure ensuite la monture exclusive de Magni.
Selon une étude suédoise, Gullfaxi pourrait être assimilé à un arc-en-ciel.
La crinière d'or de Gullfaxi ne semble pas être une particularité unique dans les mythes et légendes, puisque les chevaux d'Indra, mentionnés dans le Rig-Veda de la mythologie hindoue, possèdent le même attribut. Dans l'Iliade de la mythologie grecque, certaines montures associées à Zeus ou à Poséidon possèdent également une crinière d'or.
De même, Sleipnir est également doté de la faculté de traverser le ciel et l'eau, tout comme Hófvarpnir, la monture de Gná dans la mythologie nordique. Des chevaux fabuleux possédant ces facultés se retrouvent dans la mythologie celtique à travers Enbarr, la monture de Manannan Mac Lir et de sa fille Niamh, et dans le légendaire breton avec Morvac'h.

### Analyse de la course entre Odin et Hrungnir
John Lindow a analysé l'épisode de la course en détail et remarque ainsi qu'Odin ne peut vivre si Sleipnir n'est pas le meilleur des chevaux (littéralement, s'il n'est pas mieux que tous les chevaux de Jotunheim), et que le voyage d'Odin vise à la fois à acquérir la sagesse et à l'affirmer.
Un détail semble avoir son importance, il s'agit du casque d'or que porte Odin, et que Hrungnir remarque :
| Skáldskaparmál (17) en vieux norrois.                                      | Traduction française.                                                                                                  |
| -------------------------------------------------------------------------- | --- |
| Þá spyrr Hrungnir, hvat manna sá er með gullhjálminn, er ríðr lopt ok log. | Alors, Hrungnir demanda quel genre d'homme ce pouvait être, pour porter un casque d'or et chevaucher le ciel et l'eau. |

La présence de ce casque d'or sur la tête d'Odin semble rendre légitime la possession du cheval Gullfaxi (« crinière d'or ») par les dieux Ases. C'est effectivement ce qui se produit dans la suite du récit.
Curieusement, lors de l'échange verbal qui précède la course, c'est le géant qui a le dernier mot puisqu'il affirme que Gullfaxi est plus rapide que Sleipnir, avant de l'enfourcher et de défier Odin.
| Skáldskaparmál (17) en vieux norrois. | Traduction française. |
| --- | --- |
| en hafa lézt hann mundu miklu stórfetaðra hest, sá heitir Gullfaxi. Hrungnir varð reiðr ok hleypr upp á hest sinn ok hleypir eptir honum ok hyggr at launa honum ofrmæli. | ... mais il [Hrungnir] dit qu'il avait un cheval beaucoup plus rapide, nommé Gullfaxi. Hrungnir se mit en colère et sauta sur son cheval pour galoper après lui [Odin], dans l'intention de lui faire payer ses paroles arrogantes. |

L'épisode de la course entre Odin et Hrungnir chevauchant Gullfaxi pourrait aussi avoir un sens religieux, car il semblerait que la pratique des paris ait été courante chez les anciens scandinaves.
Une explication symbolique de cette course entre le cheval d'Odin et celui de Hrungnir résiderait, selon une thèse non soutenue, dans le fait que le géant croit surpasser les dieux par sa force, mais est finalement vaincu. Les chevaux Sleipnir et Gullfaxi représenteraient ici les qualités et attributs de leurs propriétaires et montreraient qu’un simple animal terrestre comme Gullfaxi ne peut supplanter le cheval du dieu suprême, pas plus que la force ne peut prendre le pouvoir sur l’esprit.

### Analyse du don de Gullfaxi à Magni
Hrungnir perd son bien, Gullfaxi, en perdant le duel avec Thor, qui récompense ensuite son fils Magni avec ce cheval Gullfaxi pour avoir soulevé la jambe du géant qui l'emprisonnait. John Lindow note le reproche qu'Odin adresse à Thor pour « avoir donné le bon cheval au fils d'une géante, et non à son père » et pense que de ce fait, le but original d'Odin lors du duel verbal avec Hrungnir pour savoir quel cheval de Sleipnir ou de Gullfaxi est le plus rapide était un voyage d'acquisition.

## Culture populaire
Un cheval nommé Gullfaxi est associé à un jeune prince nommé Sigurd et une épée nommée Gunnföder dans un conte pour enfants islandais présent dans quelques recueils depuis la fin du XIXe siècle,,. Ce conte n'a que peu de points communs avec la Völsunga saga et le personnage de Sigurd, la monture habituelle de ce dernier étant Grani.
Il semblerait que ce conte ait été compilé pour la première fois par Joser Poestion en 1884, dans un recueil de contes qui fut traduit en allemand. La seule information qui semble connue à propos des origines de ce conte est qu'il a été transmis à Joser Poestion par l'un de ses collègues, le professeur Steingrimr Thorsteinsson.
La cavalerie fictive des romans de Tolkien se déroulant dans la Terre du Milieu est inspirée du cheval dans la mythologie nordique tant étymologiquement que symboliquement. L'auteur de fantasy Lin Carter propose de relier le nom de Gullfaxi à celui de Gripoil (Shadowfax), le cheval de Gandalf dans le roman de J. R. R. Tolkien Le Seigneur des anneaux. En effet, l'équivalent du nom de Gullfaxi en vieil anglais est gold-fax, une étymologie dont Tolkien avait probablement connaissance, ainsi que des mythes nordiques dont il s'est abondamment inspiré.
Un avion Douglas DC-4 mis en service à Copenhague portait le nom de Gullfaxi, ici traduit par « cheval d'or ».
Gullfaxi et le géant Hrungnir sont présents en tant qu'ennemis des joueurs dans le jeu de rôle en ligne massivement multijoueur Dark Age of Camelot, dans le royaume de Midgard,.
Un cheval noir est nommé Gullfaxi dans un roman pour enfants paru en 2008, mais ne possède aucun point commun avec celui de la mythologie nordique.